# Kızıldağ, Akdağmadeni
Kızıldağ là một xã thuộc huyện Akdağmadeni, tỉnh Yozgat, Thổ Nhĩ Kỳ. Dân số thời điểm năm 2010 là 71 người.